# Засухін Володимир Фролович
Володи́мир Фро́лович Засу́хін (нар. 11 червня 1947, Львів) — український співак (баритон) і композитор. Народний артист України (1997).

## Життєпис
Закінчив Львівський автомобільно-шляховий технікум. Служив у в ансамблі пісні і танцю Прикарпатського військового округу.
1976 — закінчив Львівську консерваторію (клас професора П. П. Кармалюка).
До 2007 року був солістом Укрконцерту та Київконцерту.
З 2010 — соліст Національного президентського оркестру України.
1998—2006 — автор і ведучий передачі «Романс-хол Володимира Засухіна» на «Радіо Рокс» (Київ).
В його репертуарі — стародавні романси, арії із опер, світова класика, власні твори на вірші Ю. Є. Рибчинського.
Його твори як композитора виконують популярні співаки, зокрема, О. Малінін, Т. Гвердцителі, А. Кудлай, Т. Піскарьова та ін.
Виступав в Італії, Бразилії, Франції, Чехії, Росії, Польщі, Словаччині та інших країнах світу.

## Концертні програми
- 1980 — «Хай буде музика над світом»
- 1982 — «Золоті терни»
- 1984 — «Мій фініш-горизонт»
- 1989 — «Іноходець»
- 2003 — «Моя Кармен» за участі Т. Гвердцителі

## Визнання
- 1997 — Народний артист України
- 2000 — Орден «За заслуги» III ступеня

## Музика до пісень
- «Берега»
- «Осінь»
- «Безсоння»
- «Сирена»
- «Мамбо»
- «Дай Боже»
- «Америка»
- «Другий тайм»
- «Корида»
- «Гітара»
- «Актриса»
- «Келих дружби»
- «Мама моя — Україна»